# 함양 백룡성선사 화과원 유허지
함양 백룡성선사 화과원 유허지(咸陽 白龍城禪師 華果院 遺墟址)는 대한민국 경상남도 함양군 백전면에 있는 유허지이다. 2000년 8월 31일 경상남도의 기념물 제229호로 지정되었다.

## 개요
화과원은 백룡성 선사가 선농불교(禪農佛敎)를 실천하며 일제 강점기의 독립운동 자금 조달을 위하여 세운 농장이다.
백룡성 선사(1864∼1940)는 3.1운동 당시 민족대표 33인의 한 사람으로 독립운동가이고 불교에서는 반농반선(半農半禪)의 선농불교를 주창·실천하였다. 백룡성 선사는 이곳의 산림과 황무지를 개간하여 과수를 심고 화과원(華果院)이라는 농장을 설립하였다.
화과원 유허지는 백운산의 8부능선에 위치하여 외부에서의 접근이 쉽지 않다. 백룡성 선사는 이곳을 거점으로 일제의 억압을 피해 뒷산으로 넘어 다니며 독립운동을 하였다고 전한다. 현재 이곳에는 법당터, 선방터 등 9개소의 건물터와 축대, 석조물, 가마터 등이 남아 있고, 고목이 된 배나무 등의 과일나무가 주변에 많이 남아 있다.

## 같이 보기
- 백용성

## 참고 자료
- 함양백룡성선사화과원유허지 - 국가유산청 국가유산포털